# Xkodínskoie
Xkodínskoie (en rus: Шкодинское) és un poble de l'óblast de Kurgan, a Rússia, que en el cens del 2010 tenia 252 habitants. Pertany al districte de Ketovo.